# Santa Monica (Filippinerne)
 For alternative betydninger, se Santa Monica. (Se også artikler, som begynder med Santa Monica)
Santa Monica er en mindre by i Filippinerne beliggende i provinsen Surigao del Norte.
Indbyggertallet i 2005 ca. 7.800.
10°01′12″N 126°02′17″Ø / 10.02°N 126.038°Ø